# Red Hot Kinda Love
"Red Hot Kinda Love" é uma canção da cantora norte-americana Christina Aguilera, gravada para o seu sétimo álbum de estúdio Lotus. Foi escrita pela própria em conjunto com Lucas Secon, sendo que a produção também ficou a cargo deste, e ainda com o auxílio de Olivia Waithe na composição. A sua gravação decorreu em 2012 nos estúdios Mux Music, em Londres, Inglaterra e The Red Lip's Room, em Beverly Hills, na Califórnia. Embora não tenha recebido qualquer tipo de lançamento em destaque, devido às vendas digitais após a edição do trabalho de originais, conseguiu entrar e alcançar a 5.ª posição na tabela musical da Coreia do Sul, South Korea Gaon International Chart, com 20.433 cópias vendidas no país. 
A canção deriva de origens estilísticas de dance e disco, com suaves toques de hip-hop, latinos e de pop, sendo que o seu arranjo musical consiste no uso de sintetizadores e ainda em acordes de guitarra. Musicalmente, inclui ainda interpolações de dois outros temas: "The Whole Wide World Ain't Nothin' But a Party" de Mark Radice e "54-46 That's My Number" do grupo Toots & the Maytals. Liricamente, o tema retrata as tentativas de Aguilera para impressionar um homem em que está interessada e que não tenciona voltar para casa sem ele. "Red Hot Kinda Love" recebeu análises positivas por parte dos profissionais, sendo que a maior parte elogiou a sua produção "divertida", e outros, compararam a sonoridade e estrutura a registos das cantoras Britney Spears e Kylie Minogue. 

## Antecedentes e desenvolvimento
Após o lançamento do sexto álbum de estúdio de Christina, Bionic, em 2010, que falhou em obter um desempenho comercial positivo, sucedeu-se o divórcio do seu ex-marido Jordan Bratman, a sua estreia em cinema com o musical Burlesque e a gravação da banda sonora de acompanhamento. Posteriormente, a cantora tornou-se treinadora no concurso The Voice transmitido pela NBC, e foi convidada para colaborar com a banda Maroon 5 em "Moves like Jagger", que esteve durante quatro semanas na liderança da Billboard Hot 100 dos Estados Unidos. Após estes acontecimentos, Aguilera anunciou que queria gravar o seu sétimo disco de originais, afirmando que ambicionava por faixas "pessoais" e de excelente qualidade. Numa entrevista, a intérprete falou sobre o significado do trabalho e revelou o seguinte:
| “ | [O álbum] será um ponto culminante de tudo que já experimentei, até agora... Já passei por muita coisa desde o lançamento do meu último álbum, estando no (The Voice), passando por um divórcio,... Isso tudo é uma espécie de renascimento livre para mim. Estou a abraçar muitas coisas diferentes, mas sinto-me bem com tudo, super-expressiva [e] super-vulnerável. | ” |

A cantora manifestou ainda que o disco seria sobre "auto-expressão e liberdade" por causa dos problemas pessoais que tinha superado durante o último par de anos. No programa The Tonight Show with Jay Leno em 2012, Christina falou sobre o seu novo material e confirmou que estava a demorar a gravar porque "não gostava de apenas obter as músicas a partir dos produtores". "Gosto que venham de um lugar pessoal... Estou muito animada, rematou, "É divertido, emocionante, introspetivo, e vai ser extraordinário". No início de 2013, na sua conta oficial no Twitter, o produtor da faixa Lucas Secon, respondeu a fãs que queria a escolha de "Red Hot Kinda Love" como single para o verão norte-americano:
| “ | Que chovam singles! Vai ser quando a temperatura subir... o amor ficará red-hot! E como eu disse 'quando a temperatura subir'... temos mesmo que esperar que suba! Ela tem grandes sucessos naquele álbum e precisa de os levar às rádios do mundo inteiro. | ” |

## Estilo musical e letra
"Red Hot Kinda Love" é uma canção que deriva de origens estilísticas de dance e disco, mas também combina uma variedade de géneros como hip-hop, latino e pop, com a produção do londrino Lucas Secon e uma duração de três minutos e seis segundos (3:06). A sua gravação esteve a cargo de Secon e Pete Hofmann, decorrendo em 2012 nos estúdios Mux Music, em Londres, Inglaterra e The Red Lip's Room, em Beverly Hills, na Califórnia. Oscar Ramirez tratou da gravação dos vocais, e Lucas realizou toda a programação, arranjos e instrumental do tema. A sua composição foi construída através de sintetizadores e acordes de guitarra em conjunto com fortes vocais. A obra contém demonstrações de "The Whole Wide World Ain't Nothin' But a Party", interpretado por Mark Radice e de "54-46 That's My Number" do grupo jamaicano Toots & the Maytals. Musicalmente, Aguilera mantém a utilização do seu melisma no mínimo, permitindo um desempenho vocal "relaxado e divertido".
A letra foi escrita por Aguilera, Secon e Olivia Waithe. Liricamente, o tema retrata as tentativas de Aguilera para impressionar um homem em que está interessada e que não tenciona voltar para casa sem ele. Chris Younie do canal 4Music afirmou que a sua passagem favorita no tema é "Baby, estou a arder, tens aquele tipo de amor red hot", sendo a parte que gira em torno do refrão. Sal Cinquemani da revista Slant elogiou igualmente a parte central da canção, enquanto que Andrew Hampp da Billboard, comparou a sua estrutura a trabalhos "especializados há anos" por Britney Spears e Kylie Minogue.

## Receção pela crítica
Após o lançamento do disco, a canção recebeu análises geralmente positivas por parte dos média especializados. Stephen Thomas Erlewine da Allmusic descreveu-a como "leviana" e "delirante", enquanto que Andrew Hampp da revista Billboard considerou que era "provavelmente o destaque no álbum" e mantinha Christina num registo "divertido e brincalhão". Robert Copsey do sítio Digital Spy afirmou que o tema era "livre de cuidados" e "um pouco atrevido", além de Chris Younie pelo canal 4Music ter escrito que a cantora é "incrementada num romance e energia sexual que fará com que o ouvinte precise de tomar um banho frio". Younie confidenciou que podemos esperar muitos "oooh" e "lalala" na sua forma estridente à Mariah Carey. Sarah Godfrey do jornal The Washington Post prezou a artista por soar a ela mesma na melodia "frenética". Jim Farber do Daily News notou que "Red Hot Kinda Love" contém um "refrão imperdível e hábil". O analista considerou ainda que Aguilera "atinge as discotecas numa excitada vingança". Annie Zaleski do The A.V. Club considerou que a sua sonoridade era "tingida de dancehall, uma vibração festiva", enquanto que Sarah Rodman pelo The Boston Globe adjetivou-a de "excêntrica". Sam Hine do portal Popjustice descreveu a música como "uma explosão de boas-vindas pop e otimistas seguindo o bastante grave começo para o álbum. Há muitos "oooh" e "lalala" bons que se encaixam perfeitamente para uma agradável audição".
Glenn Gamboa do diário norte-americano Newsday apenas escreveu que a canção era "divertida", enquanto que Melinda Newman do HitFix, descreveu "Red Hot Kinda Love" como tendo uma vibração "exuberante" e "brincalhona", comparando-a a "Groove Is in the Heart" interpretada pelo trio Deee-Lite. Mike Wass do sítio Idolator elogiou Christina por  divertir-se com a faixa e não assumir de novo o perfil "Estou de volta, cabras!". Wass continuou a sua análise ao dizer que a obra é a resposta em Lotus para "Ain't No Other Man" que está presente em Back to Basics de 2006. Caomhan Keane do Entertainment.ie considerou que a música era o destaque do disco, concluindo que revisita as "melodias saltitantes" de "I Hate Boys" e "My Girls" de Bionic. Contudo, Mesfin Fekadu pelo The Huffington Post criticou negativamente o tema, em conjunto com "Around the World" e "Make the World Move", sentindo que a cantora não conseguiu captar a "diversão" que deveria encarnar. A página PopCrush elaborou uma lista das cem melhores canções de 2012, colocando "Red Hot Kinda Love" no 73.º lugar e justificando que é "um pedaço perfeitamente efervescente de algodão-doce pop".

## Desempenho nas tabelas musicais
Após o lançamento do disco, a faixa conseguiu entrar e alcançar a 5.ª posição na tabela musical da Coreia do Sul, South Korea Gaon International Chart, com vendas avaliadas em 20.433 cópias.

### Posições
| Tabela musical (2012)                    | Melhor posição |
| ---------------------------------------- | -------------- |
| Coreia do Sul - Gaon International Chart | 5              |

## Créditos
Todo o processo de elaboração da canção atribui os seguintes créditos pessoais:
- Christina Aguilera – vocalista principal, composição, vocais de apoio;
- Lucas Secon - composição, produção, programação, arranjos, gravação musical, instrumentos;
- Olivia Waithe - composição, vocais de apoio;
- Pete Hofmann - gravação musical, edição vocal:
- Oscar Ramirez - gravação vocal.

- Contém demonstrações de "The Whole Wide World Ain't Nothin' But a Party", interpretado por Mark Radice.
- Contém demonstrações de "54-46 That's My Number", interpretado por Toots & the Maytals.